# Косеновка
Косе́новка (укр. Косенівка) — село в Уманском районе Черкасской области Украины.
Население по переписи 2001 года составляло 1089 человек. Почтовый индекс — 20331. Телефонный код — 4744.
В селе родились:
- Герой Советского Союза Никифор Пархоменко;
- Герой Украины генерал Кузьма Деревянко — советский военачальник, 2 сентября 1945 года подписавший Акт о капитуляции Японии от имени Советского Союза.

на плато к северу от долины реки Колодичная к юго-западу от села находится  археологический памятник культуры Косеновка. 

## Местный совет
20331, Черкасская обл., Уманский р-н, с. Косеновка

## Галерея
- Школа
- Памятник В. И. Ленину
- Музей-усадьба К. Н. Деревянко